# 李垠亨
李垠亨（1983年3月9日—），韓國男演員，姓名曾被音譯為「李恩炯」。李垠亨於2010年以音樂劇演員出身，並於2014年起開始拍攝電視劇而逐漸成名。

## 演出作品

### 電視劇
- 2011年：JTBC《噗通噗通… 他和她的心跳聲》飾演 楊強七（少年）
- 2014年：KBS《感激時代：鬪神的誕生》
- 2014年：KBS《一片丹心蒲公英》飾演 徐俊浩
- 2017年：KBS《無窮花開了》飾演 木秀赫
- 2018年：KBS《人偶之家》飾演 李宰俊
- 2019年：KBS《朝鮮浪漫喜劇–綠豆傳》飾演 白鍾史官
- 2023年：KBS《秘密的女人》飾演 鄭英俊

### 話劇及音樂劇
- 2010年：《Greece》飾演 Danny
- 2011年：《True West》飾演 Austin
- 2011年：《哦！ 當你睡著了》飾演 Doctor Lee
- 2012年：《屋塔房小貓》飾演 李慶民

## 外部連結
- 經紀公司網頁
- Instagram